# Leuconia balearica
Leuconia balearica är en svampdjursart som först beskrevs av Lakschewitz 1886.  Leuconia balearica ingår i släktet Leuconia och familjen Baeriidae. Inga underarter finns listade i Catalogue of Life.